# Ајдер (Алабама)
Ајдер (енгл. Ider) град је у америчкој савезној држави Алабама. По попису становништва из 2010. у њему је живело 723 становника.

## Демографија
Према попису становништва из 2010. у граду је живело 723 становника, што је 59 (8,9%) становника више него 2000. године.
| Група             | 2000.       | 2010.       |
| Белци             | 639 (96,2%) | 674 (93,2%) |
| Афроамериканци    | 0 (0,0%)    | 4 (0,6%)    |
| Азијати           | 0 (0,0%)    | 0 (0,0%)    |
| Хиспаноамериканци | 4 (0,6%)    | 1 (0,1%)    |
| Укупно            | 664         | 723         |